# Albin Dukowski
Albin Dukowski, född 4 juni 1954, är en friidrottare från Kanada. Han deltog vid olympiska sommarspelen 1976.